# Vignone
Vignone là một đô thị ở tỉnh Verbano-Cusio-Ossola trong vùng Piedmont, có cự ly khoảng 120 km về phía đông bắc của Torino và khoảng 2 km về phía đông bắc của Verbania. Tại thời điểm ngày 31 tháng 12 năm 2004, đô thị này có dân số 1.150 người và diện tích là 3,5 km².
Vignone giáp các đô thị: Arizzano, Bee, Cambiasca, Caprezzo, Intragna, Premeno, Verbania.